# 8 Dywizja Piechoty (III Rzesza)
8 (Górnośląska) Dywizja Piechoty (niem. 8. Infanterie-Division) – niemiecka dywizja z czasów II wojny światowej, uczestniczyła w agresji na Polskę i Francję oraz ataku na Związek Radziecki. 
Utworzona w grudniu 1934 roku jako III Dowództwo Artylerii, miejsce stacjonowania sztabu Opole. Na mocy rozkazu z dnia 15 października 1935 roku otrzymała oficjalną nazwę 8 Dywizja Piechoty.
Stacjonowała w VIII. Okręgu Wojskowym, w 1938 roku po przyłączeniu Sudetenlandu sztab oraz część oddziałów dywizji przeniesiono do obszaru Jesenik – Opava. W grudniu 1941 roku została odświeżona i przeformowana w 8 Dywizję Lekką (8. leichte Division). 30 czerwca 1942 r. dywizję kolejny raz przemianowano na 8 Dywizję Strzelców (8. Jäger-Division).

## Szlak bojowy
Wojnę dywizja rozpoczęła w strukturze VIII Korpusu Armijnego 14 Armii Grupy Armii „Południe”. O świcie 1 września 1939 roku przekroczyła granicę w rejonie Gliwic i rozpoczęła ciężkie walki o przełamanie polskich granicznych fortyfikacji w rejonie Mikołowa, dalej nacierała w stronę Dunajca i Sanu. Żołnierze 8 Dywizji Piechoty po zajęciu Katowic zamordowali 80 osób w parku Kościuszki.
Między 14 a 17 września brała udział w bitwie o Biłgoraj. Ostatnie walki w kampanii w Polsce toczyła podczas bitwy w rejonie Tomaszowa Lubelskiego. 23 września po bitwie pod Krasnobrodem sztab dywizji dostał się do polskiej niewoli po przegranej potyczce z 25 Pułkiem Ułanów Wielkopolskich z Nowogródzkiej Brygady Kawalerii. Po zakończeniu walk, w pierwszej połowie października, jednostkę transportem kolejowym przerzucono nad granicę francuską w rejon Eifel. W Kampanii francuskiej, w jej pierwszym etapie, przełamała belgijskie fortyfikacje w Ardenach i maszerowała w stronę Mozy, którą przekroczyła pod Yvoir. Następnie brała udział w walkach o Twierdze Mauberg i w Lesie Mormal oraz walczyła o przeprawę przez Skalde. W drugiej fazie kampanii francuskiej jednostka przeszła Sommę pod Amiems i prowadziła walki pościgowe przez Sekwanę w stronę Loary. Po zawieszeniu broni osłaniała wybrzeże atlantyckie po obu stronach ujścia Żyrondy. Od końca lipca 1940 roku do marca 1941 roku okupowała i ochraniała wybrzeże w Normandii. Dywizja w kwietniu 1941 roku z rejonu Rouen została przetransportowana do Prus Wschodnich. Kampanię rosyjską rozpoczęła w strukturze VIII. Korpusu Armijnego 9 Armii Grupy Armii Środek. W pierwszych dniach walk przełamała graniczne radzieckie fortyfikacje na wschód od Suwałk, uczestniczyła w bitwie o Grodno oraz nacierała w stronę Berezyny. Podczas bitwy smoleńskiej uczestniczyła w zażartych walkach na północ i na wschód od Smoleńska. W październiku uczestniczyła w podwójnej bitwie okrążającej pod Wiaźmą i Briańskiem. Przełamała sowieckie pozycje nad rzeką Wop i nacierała dalej w stronę Dniepru. Poniosła duże straty w walkach zamykających kocioł pod Wiaźmą, w wyniku których została wycofana na tyły i na początku listopada koleją została przetransportowana do Francji. W grudniu 1941 roku została odświeżona i przeformowana w 8. lekką Dywizję Piechoty (8. leichte Division).
Na początku 1942 r. dywizja powróciła na front wschodni, walczyła pod Demiańskiem i jeziorem Ilmen. W marcu 1944 została przerzucona na front południowy, walczyła podczas odwrotu na Ukrainie, w Karpatach i na Słowacji. Resztki poddały się Armii Czerwonej w maju 1945.

## Dowódcy dywizji
- gen. mjr Heinrich Höring 1 X 1934 – 1 V 1935;
- gen. por. Rudolf Koch – Erpach 1 V 1935 – 25 X 1940;
- gen. por. Gustav Höhne 25 X 1940 – XII 1941;

## Struktura organizacyjna
- Stan na sierpień 1939:
  - 28 pułk piechoty: miejsce postoju sztabu, I batalionu, 13 kompanii moździerzy i 14 kompanii przeciwpancernej – Troppau, II batalionu – Šternberk, III batalionu Nový Jičín;
  - 38 pułku piechoty: miejsce postoju sztabu, II i III batalionu – Kłodzko, I batalionu – Nysa, rezerwowego batalionu – Jesenik;
  - 84 pułk piechoty: miejsce stacjonowania sztabu, I i III batalionu – Gliwice, II i rezerwowego batalionu – Kędzierzyn;
  - 8 pułk artylerii: miejsce postoju sztabu i III dywizjonu – Troppau, I i II dywizjonu – Gliwice;
  - I dywizjon 44 pułku artylerii ciężkiej: miejsce postoju – Nysa;
  - 8 batalion pionierów: miejsce postoju – Nysa;
  - 8 oddział rozpoznawczy: miejsce postoju – Bruntál;
  - 8 oddział łączności: miejsce postoju – Prudnik;

- Stan na czerwiec 1941:
  - 28, 38 i 84 pułk piechoty, 8 pułk artylerii, I dywizjon 44 pułku artylerii ciężkiej, 8 batalion pionierów, 8 oddział przeciwpancerny, 8 oddział rozpoznawczy, 8 oddział łączności, 8 polowy batalion zapasowy;